# Badzienie
Badzienie (biał. Бадзені; ros. Бадени) – wieś na Białorusi, w obwodzie mińskim, w rejonie miadzielskim, w sielsowiecie Słoboda.

## Historia
W czasach zaborów w gminie Miadzioł, w powiecie wilejskim, w guberni wileńskiej Imperium Rosyjskiego. W 1905 roku liczyła 172 mieszkańców, 320 dziesięcin.
W dwudziestoleciu międzywojennym wieś leżała w Polsce, w województwie wileńskim, w powiecie duniłowickim (od 1926 postawskim), w gminie Miadzioł  a następnie w gminie Żośna.
Według Powszechnego Spisu Ludności z 1921 roku zamieszkiwały tu 202 osoby, 1 była wyznania rzymskokatolickiego a 201 prawosławnego. Jednocześnie wszyscy mieszkańcy zadeklarowali białoruską przynależność narodową. Było tu 38 budynków mieszkalnych. W 1931 w 42 domach zamieszkiwało 219 osób.
Wierni należeli do parafii rzymskokatolickiej w m. Miadzioł i prawosławnej w m. Uzła Wielka. Miejscowość podlegała pod Sąd Grodzki w Miadziole i Okręgowy w Wilnie; właściwy urząd pocztowy mieścił się w Miadziole.
Po agresji ZSRR na Polskę w 1939 roku wieś znalazła się w granicach BSRR. W latach 1941–1944 była pod okupacją niemiecką. Następnie leżała w BSRR. Od 1991 roku w Republice Białorusi.